# CDG Express
CDG Express ist der Name einer in Frankreich geplanten Eisenbahnverbindung, die den Pariser Ostbahnhof (Gare de l’Est) mit dem Flughafen Paris-Charles de Gaulle verbinden soll. Die 32 Kilometer lange Strecke soll eine attraktive Verbindung ohne Zwischenstopps für Flugreisende bieten und im Rahmen eines Konzessionsmodells von einem privaten Unternehmen, das für den Betrieb der Züge allerdings auf die französische Staatsbahn SNCF zurückgreifen muss, realisiert werden. Für den Betrieb wurde 2018 das aus Keolis (SNCF-Gruppe) und RATP Dev bestehende Konsortium Hello Paris ausgewählt.

## Das Projekt
Geplant ist eine Verbindung ohne Zwischenhalt zwischen dem Flughafen und dem Bahnhof Paris-Est. Die Züge sollen von 5 Uhr morgens bis Mitternacht im Viertelstundentakt fahren und für die 32 km lange Strecke nur 20 Minuten brauchen.
Nur 8 km der Strecke müssen neu gebaut werden: ein kurzes Verbindungsstück zwischen den Ausfahrtgleisen aus dem Gare de l’Est zu den Gleisen, die zum Gare du Nord führen und eine Strecke zwischen Villeparisis und dem Flughafen, neben der bestehenden TGV-Strecke.

## Geschichte

### Fehlschlag des ersten Anlaufs
Ursprünglich war eine Eröffnung bis 2016 angedacht, das Projekt konnte aber nicht realisiert werden, da der (einzige) im Rahmen des Auswahlverfahrens zugelassene Kandidat für den Erhalt der Konzession, ein Konsortium um den französischen Baukonzern Vinci, den Vertrag nicht wie ursprünglich vorgesehen im Laufe des Jahres 2010 unterschrieb.

### Ein zweiter Anlauf im Jahr 2014
Nachdem im Januar 2014 ein Mitglied der französischen Regierung im RER B zwischen dem Flughafen und Paris eine längerandauernde Panne erlebte, kam wieder Bewegung in das Projekt: Im Sommer 2014 trafen sich Vertreter der französischen Regierung, der Flughafenbetreibergesellschaft ADP und der RFF als Betreiber des Eisenbahnnetzes eine Vereinbarung, welche die Realisierung des Projektes vorsieht. Die Arbeiten begannen 2019, die Fertigstellung ist für 2025 vorgesehen.

### Die Vereinbarungen vom Frühjahr 2017
Es wurden Vereinbarungen bezüglich der Finanzierung des Projekts und des Fertigstellungstermins getroffen: Die Betreibergesellschaft wird von drei Unternehmen getragen, die jeweils ein Drittel des Kapitals der Gesellschaft übernehmen. es handelt sich um ADP, die Betreibergesellschaft der Pariser Flughäfen, um SNCF Réseau, welche das französische Eisenbahnnetz betreibt und die staatliche Caisse des Dépôts.
Die Baukosten wurden 2021 auf ca. 2 Milliarden Euro geschätzt. Jeder der drei Partner trägt 450 bis 500 Millionen Euro bei. ADP gibt einen Vorschuss in Höhe von 100 Millionen Euro, welcher zurückerstattet werden muss. Der Rest wird über Bankkredite finanziert. Nach Betriebsaufnahme soll sich das Unternehmen aus zwei Quellen finanzieren: zum einen zahlt der Betreiber der Züge Trassengeld (welches zum Teil aus der Zahl der Fahrgäste berechnet wird). Und zum andern wird ab April 2024 auf Flugtickets von und nach Paris (ausgenommen Transitflüge mit Umsteigen in Paris) ein Nahverkehrszuschlag erhoben, welcher bis zu 1,40 Euro betragen kann.
2023 wurde die Inbetriebnahme für das Jahr 2027 erwartet.

## Betreiber
Für den Betrieb hatten sich 2018 zwei Kandidaten beworben, eine Gruppe aus Keolis und RATP Dev auf der einen und Transdev auf der anderen Seite. Transdev wollte dafür Flirt-Züge des Schweizer Herstellers Stadler Rail einsetzen, während die Hello-Paris-Gruppe auf Züge von Alstom aus französischer Produktion setzte.
Im November 2018 wurde die Entscheidung zugunsten von „Hello Paris“ bekannt gegeben.